# Ingredienti per una vita di formidabili passioni
Ingredienti per una vita di formidabili passioni è un'antologia di scritti e racconti, "autobiografia informale" di Luis Sepúlveda, pubblicata in Italia nel 2013 e che integra la traduzione di lavori contenuti nella raccolta Escritura en tiempos de crisis. Articulos y reflexiones con i racconti Atacama en siete días e Chile, el país de mi memoria.

## Trama
(Luis Sepúlveda, Ingredienti per una vita di formidabili passioni)
Luis Sepúlveda racconta storie del suo passato tessute intorno ai temi centrali della sua poliedrica e avventurosa vita. Descrive viaggi, racconta di amici, impegni politici e passioni come il calcio, la letteratura e la poesia. La sua militanza come oppositore del regime di Augusto Pinochet e l'esperienza durante l'esilio è il fil rouge che collega i ventisette scritti che compongono l'antologia con riflessioni sull'economia e sulla crisi, sullo sfruttamento delle minoranze avvenuto in varie epoche e paesi, le storie di amici assassinati e la narrazione di incontri indelebili con geni del calibro di Pablo Neruda, Gabriel García Márquez, José Saramago, Tonino Guerra e altri.

## Testi raccolti

### Un dubbio e una certezza
Lo scrittore racconta di come, tredicenne, si sia avvicinato alla poesia per amore di una ragazza, abbandonando il calcio per la letteratura.

### La prima sigaretta
Il racconto della prima sigaretta fumata da Luis a quattordici anni, come  "antidoto" a una delusione d'amore.

### Ombre su Isla Nigra
Un ricordo del poeta esule Pablo Neruda che Sepúlveda non esclude possa essere stato avvelenato dal regime di Augusto Pinochet.

### Don Nica
Lo scrittore tesse le lodi del poeta cileno Nicanor Parra in occasione dell'assegnazione del Premio Cervantes nel 2011.

### Lettera a dei giovani lettori giapponesi
Lo scrittore, ricollegandosi al titolo di un'opera di Haruki Murakami, L'uccello che girava le viti del mondo, sottolinea lo spirito errante delle sue opere ambientate in tutto il mondo.

### Dare voce a chi non ha voce
Tra i maggiori scopi della letteratura, secondo Luis, vi è quello di salvare dall'oblio le storie dei più deboli, come quella di un deportato nel campo di concentramento nazista di Bergen-Belsen che ha lasciato scritto su un muro: "io sono stato qui e nessuno racconterà la mia storia". Luis si impegna con le sue opere a preservarne la memoria.

### A novantadue anni se ne va il mio amico, il maestro Tonino Guerra
Un ricordo del poeta Tonino Guerra dal quale Luis, durante la preparazione e la lavorazione del film Nowhere, ha ricevuto generosi consigli, frutto delle sue passate esperienze come sceneggiatore di importanti pellicole con Federico Fellini. Guerra affermava che la sceneggiatura deve portare su di sé tutto il peso di un film e che pertanto deve avere caratteristiche "antisismiche", ossia solidità ed elasticità.

### Sui troll e sull'importanza della bocca
Una decisa requisitoria contro il proliferare di troll su internet.

### Quella volta che Gabo era più vecchio e più brutto di Gabo
Un ricordo di Gabriel García Márquez, detto Gabo, amico di Sepúlveda.

### L'ultima verità di Salvador Allende
(Luis Sepúlveda, Ingredienti per una vita di formidabili passioni)
Una visita nel cimitero di Santiago del Cile per omaggiare la tomba di Salvador Allende e della compagna Hortensia Bussi è occasione per Sepúlveda per incontrare alcuni amici, insieme a lui sopravvissuti della guardia personale del presidente cileno morto durante il golpe del 1973. Lo scrittore, nonostante le versioni ufficiali che parlano di suicidio, non esclude che Salvador Allende possa invece essere morto per mano dei militari golpisti.

### L'ostinata parola Sud
Luis attribuisce alla parola "Sud" un significato che travalica la collocazione geografica di un luogo o di un popolo e che lo caratterizza in modo completo, come "una sorta di talismano".

### La chiave del cielo
Dopo il terremoto che ha sconvolto il Cile nel 2010 Sepúlveda e altri suoi amici si ritrovano a Tomé, tra le rovine della casa che li aveva ospitati quali esuli in fuga dalla dittatura cilena. È questa l'occasione per ricordare con affetto la loro ospite, Michelle Manassé che li aveva nascosti e accolti con generosità.

### Pilar e José
La visione del documentario José e Pilar  per la regia di Miguel Gonçalves Mendes su José Saramago e sulla compagna Pilar è occasione per ricordare lo straordinario artista e il grande amore tra i due.

### Un megabordello chiamato Eurovegas
Il testo è un forte attacco dello scrittore contro il progetto "Eurovegas", una copia di Las Vegas che si sarebbe dovuta costruire in Spagna.

### Lettera a un cretino
Un deciso attacco contro il sindaco del comune cileno di Ñuñoa, colpevole di un becero attacco contro un'associazione studentesca femminile.

### Una storia di Natale
La storia di una rapina dai tragici esiti, compiuta la vigilia di Natale a opera di ladri travestiti da Babbo Natale. Parte del bottino viene segretamente recuperata da due bambini e utilizzata per risollevare la famiglia con grossi problemi economici. La vicenda, a detta dell'autore, ha visto protagonista una sua amica e i suoi due figli.

### Laika
Un commovente ricordo del pastore tedesco dell'autore. Luis, che con dolore è stato costretto alla sua eutanasia per preservarne la dignità e evitarne inutile dolore.

### Un modesto decalogo per capire il Grande Ricatto
Una sintetica e lucida spiegazione delle origini delle crisi economiche sofferte da alcuni paesi europei e del ruolo giocato dalle agenzie di rating nelle speculazioni associate.

### Atacama in sette giorni
La cronaca di un viaggio nel deserto di Atacama è lo spunto per un excursus storico sulla schiavitù imposta ai lavoratori nelle guaniere di Tocopilla e del genocidio dei Pasquensi deportati in massa nella regione. Il viaggio è anche un'occasione per Luis per ricordare i compagni di lotta torturati e uccisi dal regime cileno a Pisagua.

### La Spagna o il paese dell'eufemismo
Lo scrittore descrive le molte incongruenze della politica spagnola e di come spesso la verità sia stata piegata per necessità demagogiche mediante l'uso di eufemismi.

### Come perdersi il 1º maggio
Luis racconta con umorismo un esasperante e sfortunato viaggio aereo da Istanbul alle Asturie. Durante l'odissea lo scrittore è stato vittima di innumerevoli disservizi: voli cancellati, soste inaspettate, ritardi, bagagli smarriti e altro.

### Dall'orrore e dall'impotenza
Pensieri espressi in memoria dei ragazzi uccisi negli attentati del 22 luglio 2011 in Norvegia.

### Asturie: viva i minatori!
Luis si schiera dalla parte dei minatori di carbone nelle Asturie, ripercorrendo le loro battaglie, iniziate già nel 1962 nella Spagna franchista e reiterate oggi contro la politica comunitaria che vuole la chiusura delle loro miniere.

### Quando lo scrittore resta fuori
(Luis Sepúlveda, Ingredienti per una vita di formidabili passioni)
Lo scrittore traccia collegamenti tra gli scioperi dei minatori asturiani e leonesi del 1962 con quelli del 2012 proclamati dai minatori di Turón e di Mieres. Luis ricorda inoltre gli scioperi del 1960 dei minatori di carbone cileni di Lota, rivendicazioni interrotte solo a causa di un tragico terremoto avvenuto lo stesso anno. In tale occasione grossi aiuti furono inviati dai colleghi spagnoli a quelli cileni, abbandonati dallo Stato.

### La favola del gatto di Felipe Gonzáles
Partendo dalla metafora di Deng Xiaoping "non importa che il gatto sia bianco o nero, purché acchiappi i topi", l'autore stigmatizza la politica spagnola volta allo sviluppo a tutti i costi, a discapito dello stato sociale e dell'etica. Sin dai piani economici del 1988 del ministro dell'economia Carlos Solchaga del Governo di Felipe González, la politica attuata in Spagna, a detta dello scrittore, ha portato a una dispersione scolastica senza precedenti a vantaggio di una cementificazione insostenibile aiutata alla corruzione e dallo spirito picaresco dei governanti iberici.
Il testo era già stato pubblicato in Italia con il titolo Uno spettro si aggira per la Spagna.

### Il Cile, paese della mia memoria
Nonostante lo scrittore, rifugiato politico, abbia assunto la cittadinanza tedesca perdendo quella cilena, mai più restituitagli, in questo scritto dichiara profondo affetto per il suo paese natale. Il Cile, da sempre sconvolto da terremoti, è abitato da un popolo travagliato ma altruista che dà il meglio di sé nelle peggiori avversità.

### L'asado è compito del vecchio
Una riunione dello scrittore con tutti i membri della sua famiglia allargata è l'occasione per ricordare la sua vita e tracciare un rapido bilancio degli anni trascorsi. Luis, esule per anni e poi giornalista inviato all'estero, seppure sempre in viaggio, ha tentato di essere presente nella vita dei figli e dei nipoti e come suo padre prima di lui, in occasione delle feste cucina l'asado per tutti i parenti.

## Edizioni
- Luis Sepúlveda, Ingredienti per una vita di formidabili passioni, traduzione di Ilide Carmignani, Narratori della fenice, Guanda, 2013, ISBN 978-88-235-0393-9.